# Igreja Memorial de William Temple (Wythenshawe)

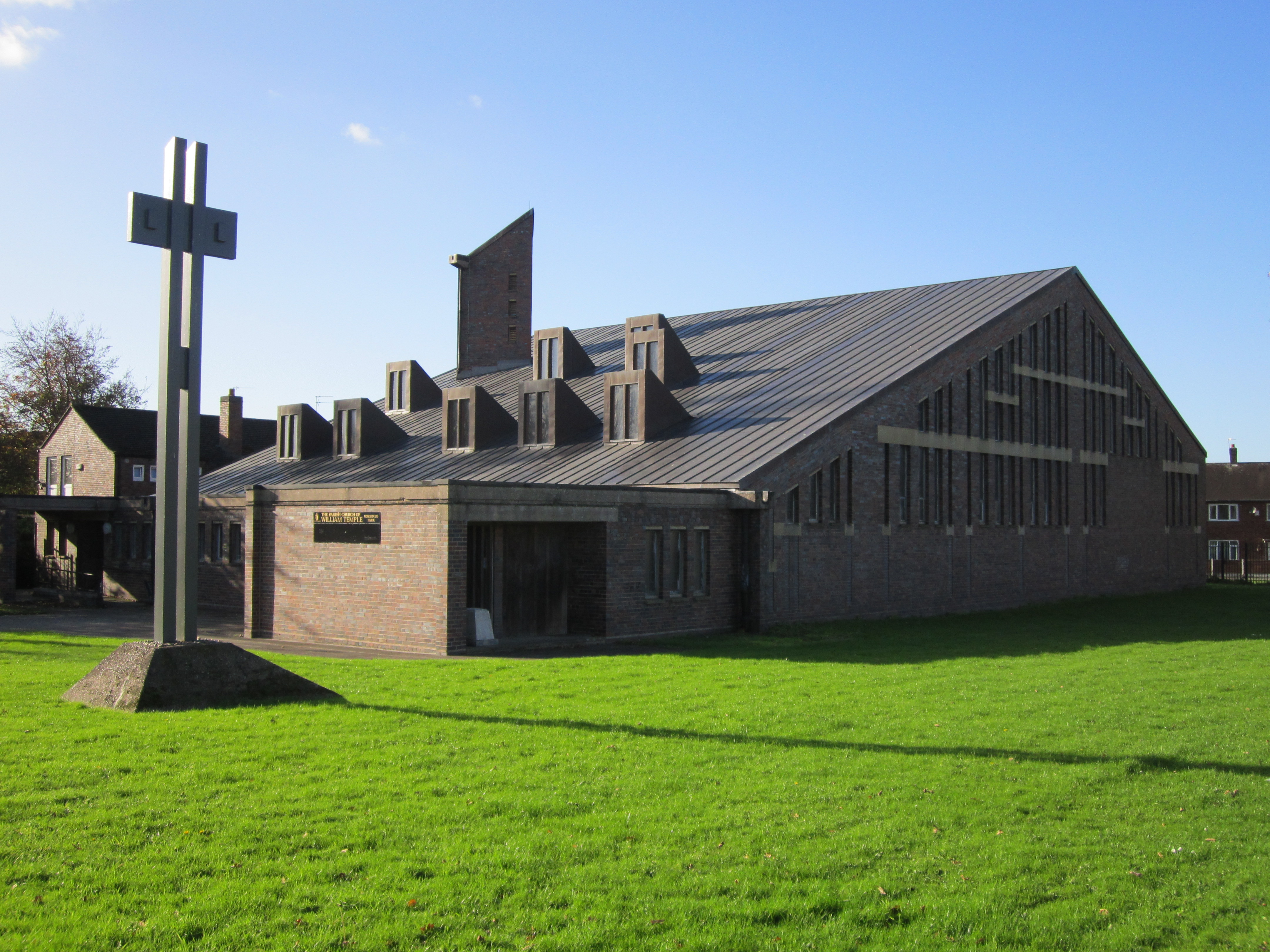
Foto lateral da Igreja Memorial de William Temple em Wythenshawe

A Igreja Memorial de William Temple é uma igreja paroquial em Wythenshawe, Manchester, dedicada ao bispo William Temple.
É um edifício listado como Grau II, projectado por George Pace em estilo modernista e construído em 1964-1965.